# Campanularia hicksoni
Campanularia hicksoni is een hydroïdpoliep uit de familie Campanulariidae. De poliep komt uit het geslacht Campanularia. Campanularia hicksoni werd in 1930 voor het eerst wetenschappelijk beschreven door Totton. 